# Всяка неделя
„Всяка неделя“ е българско телевизионно магазинно пряко предаване.

## История
Концепцията за „Всяка неделя“ се оформя след специализация на Янчо Таков в САЩ, където е впечатлен от новините на Уолтър Кронкайт и The Tonight show с Джони Карсон.
Организационно предаването „Всяка неделя“ е редакция в структурата на Дирекция „Информация“ на БТ. Концепцията на програмата е защитена от Янчо Таков пред Дирекционния съвет на БТ през м. юли 1978 г. По решение на дирекционния съвет на БТ за ръководител на „Всяка неделя“ е назначен Янчо Таков, който по това време е на длъжност „наблюдател“ в БТ и ръководи програмата до започване на съдебен процес срещу него / 24. 12. 1982/. На същия Дирекционен съвет Генералния директор Иван Славков възлага на своя зам.директор по техниката инж. Николай Антонов да оборудва 4 студио за пряк ефир и предлага в програмата да има още един водещ – Бригита Чолакова. Таков разговаря с нея и тя отказва, като се мотивира, че не работи на „живо“. Програмният директор Христо Цачев предлага Александър Бешков, който също отказва. Димитър Езекиев предлага Георги Стойчев, който по това време прави предаването „Гражданска трибуна“. Стойчев отказва с остроумното: „Гражданска триБОНА е по добре от „Всяка неделя“ всяка седмица. Петко Димитров предлага Кеворк Кеворкян по времето, когато предаването „Обеден информационен дневник“ вече е свалено от екран. Кеворкян е съгласен. Таков и Кеворнян оформят реда на програмата в две части – информационно-публицистична и културна. Първата част се води от Таков, втората – от Кеворкян. „Всяка неделя“ тръгва на 7.01.1979 година по Първа програма на БТ.
Програмата е открита от Янчо Таков, който представя другите водещи и концепцията с думите: „Ще ви покажем как е модерно да се прави телевизия“.
Първоначално „Всяка неделя“ включва рубрика, която е наследник на закритото предаване „Телевизионен обектив“ на Бригита Чолакова – представяне на предстоящи предавания по БТ. Водеща на рубриката е Нина Ковачева, снаха на члена на Политбюро на ЦК на БКП Гриша Филипов.
За годините до 1989 г. „Всяка неделя“ въвежда в българската телевизионна практика десетки нови жанрове, формати, налага нов стил в телевизионното общуване, превръща се в своеобразна опозиция на официалната медийна практика. Редактори и режисьори на предаването са сред най-талантливите специалисти в областта на телевизията, културата и спорта. Таков кани в редакторския екип Миряна Башева, Христо Калчев, Георги Даскалов. Димитър Аврамов е главен режисьор на програмата, Мария Кертикова и Илия Костов – режисьори на пулт, а Рангел Вълчанов гостува с кратки епизоди. Зад камерите в студиото са Александър Мутафчиев – главен оператор, Зефир Близнаков, Симеон Гюров, Наум Йосифов, Валентин Гоневски. Филмов оператор – Николай Тодоров. Музикални оформители са Яна Пипкова и Людмила Ангелова. Театърът е представян от Димитър Канушев и Николай Правдев, киното от Божидар Манов, Асен Грозев и Вера Найденова. Координатори на програмата са Мария Бичева, Даниела Чалъкова, Людмила Атанасова, Вера Андреева. Организатори – Румен Образцов, Бойчо Карадочев и Емил Розов. „Спортни свидетелства“ по „ВН“ коментират Стефан Цветков /тенис/ и Сашо Диков /ски/. За футбол често е канен Николай Колев „Мичмана“. Имената на екипа на „Всяка неделя“ никога не са излъчвани във финалните надписи на предаването (каквато е обичайната практика тогава в БТ).
Тази своеобразна опозиция води до спиране на предаването на 26 юни 1989 г. – след поредица от скандали, най-шумният от които е интервюто с акад. Амосов. В един от неделните следобеди в 17:30 ч. вместо шапката на „Всяка неделя“ се появява говорителката Мария Тролева, за да прочете (дистанцирано и с тъжен глас) решението на ръководството на БТ за „спиране на предаването поради нарушаване на програмната дисциплина“ (редовно просрочване на времето и навлизане в територията на „Лека нощ, деца!“).
Веднага след демократичните промени предаването е възстановено и още с първата си емисия измества „По света и у нас“ с час по-късно. В новата обществена и политическа обстановка класическата „Всяка неделя“ просъществува до март 1991 г., като след декември 1990 г. Кеворкян излиза от кадър и програмата се води от Петко Бочаров. В края на 1989 г. Кеворкян иска вот на доверие от зрителите и „Всяка неделя“ получава подкрепата на над 485 хил. души.
Предаването се завръща в БНТ в края на април 2002 г. и се излъчва до април 2005 г., като външна продукция на Кеворк Кеворкян.
От 9 септември 2012 година „Всяка неделя“ с Кеворк Кеворкян започва да се излъчва по Нова ТВ като продуценти ѝ са Иван Христов и Андрей Арнаудов с тяхната продуцентска компания „Междинна станция“. А от септември 2014 година предаването е спряно окончателно от екран.

## Формат
Форматът на „Всяка неделя“ е тип „магазинно“ предаване с времетраене 120 мин. В процеса на подготовката на проекта за предаването са били обсъждани възможностите за още един водещ – Бригита Чолакова, Александър Бешков, Георги Стойчев – и тримата отказват. Кеворк Кеворкян е поканен за втори водещ наравно с Янчо Таков от тогавашния директор на Първа програма. Димитри Иванов е поканен да води новините от Янчо Таков по предложение на Вера Ганчева. Проектът се ползва с пълната подкрепа на тогавашния генерален директор на БТ Иван Славков.
Магазинният формат включва богата жанрова палитра – от тиражите на „Тото 2“, излъчвани на живо, до репортажи – социални експерименти. Задълбочените и откровени разговори на водещия Кеворк Кеворкян с личности от българския и световния интелектуален елит в рубриката „Събеседник по желание“, както и аналитичните и ерудирани интервюта и коментари превръщат „Всяка неделя“ в национална културна и развлекателна институция. Предаването се отличава с нетипична за периода атрактивност, визуална креативност, концептуалност, динамика, комуникативност и липса на автоцензура. „Открити врати към света“ е една от рубриките на „Всяка неделя“, която достатъчно добре описва същността на цялото предаване.
Във „Всяка неделя“ зрителите за първи път виждат на живо работата на екипа в студиото, работата в режисьорската апаратна, движението на камерите: динамиката на творческия процес протича пред очите им. Режисьорската и художническата концепция (заставки, анимирани кашове, шапки) са новаторски не само за БТ, но и за цялата телевизионна практика в тогавашна Източна Европа.
„Събеседник по желание“ (разговор с известна личност по избор на зрителите, с водещ Кеворкян) се превръща в най-важната рубрика на предаването. Често интервютата предизвикват осезателен обществен резонанс и влизат в разрез с официалната идеологическа и пропагандна доктрина. Предаването осъществява емисии от Москва, Париж, Ленинград, Талин, Будапеща, Прага и други градове в чужбина.
Предаването има собствена класация за нова поп музика – "Песента на „Всяка неделя“, която се определя от елитно жури. „Балкантон“ издава дългосвирещи плочи с хитовете от класацията.
За първи път в България в рамките на предаването са излъчени анимационните филми „Мъпет шоу“, „Розовата пантера“, „Уди кълвача“, „Том и Джери“, „Инспектор Дюдю“, „Инспектор Инч Хай“.
„Всяка неделя“ за първи път създава всенародно дарителско движение – събрани са над 3 млн. лева, с които са възстановени около 100 войнишки паметника.

## Елементи

### Име
Официални писмени източници за произхода на заглавието на предаването не съществуват. На по-късен етап претенции за името „Всяка неделя“ предявява Тошо Тошев – тогавашен главен редактор на Програмна дирекция на Българската телевизия (по-късно главен редактор и издател на вестниците „Дневен Труд“ и „Преса“. Автор на заглавието е Янчо Таков, който представя проекта на програмата с това име през юли 1978 г. пред Дирекционния съвет на БТ. Тошо Тошев няма отношение към името „Всяка неделя“.
От началото на 1990-те собственик на марката „Всяка неделя“ е Кеворк Кеворкян, който продуцира предаването като външна продукция по БНТ – 1993 – 1999 г. Кеворкян е нелегитимен собственик на търговската марка „Всяка неделя“. Тази марка е собственост на БТ – двамата водещи Таков и Кеворкян са били щатни служители на БТ и за работата си там са получавали съответни възнаграждения. Кеворкян е съавтор на Таков и това е видно от протоколите на Дирекционния съвет на БТ от онова време.

### Водещи
Първоначално водещи са Янчо Таков и Кеворк Кеворкян, а новините се представят от Димитри Иванов. Редът на предаването се анонсира от говорител зад кадър (през 1980-те това са Димитър Игнатиев и Георги Къков). След като Янчо Таков е вкаран в затвора, предаването се води и управлява от Кеворкян – от 1982 до 2014 г.
През 1984 г. Кеворкян е заменен за известен период от Антон Вергиев, който не успява да се впише в стилистиката и динамиката на предаването. В редки случаи при необходимост Кеворкян е заместван като водещ от редактора Димитри Иванов.

### Новини
Забележителен феномен във „Всяка неделя“ са новините, подготвяни и представяни от Димитри Иванов. Той включва репортажи от CNN, показва кадри от скандални клипове на Мадона, показва новини, които не биха попаднали в „По света и у нас“. Тъй като новините задължително се подписват преди четенето им от дежурния редактор на Дирекция „Информация“, по спомени на Димитри Иванов неговите колеги са парафирали листовете с изготвените от него новини, без да ги четат – по този начин показвали уважението си към професионализма му. Така в първото издание на „Всяка неделя“, минути преди 17.30 ч. Иванов казва на Таков, че ББС съобщава за влизането на виетнамските части в Пном Пен и пита, дали да прочете новината преди официално съобщение на БТА. Таков му казва да започне точно с тази новина. В 18ч. БТА съобщава за събитието, а в 18.30 е прочетена по радио София.

### Събеседници и гости
Събеседници, участници и сътрудници на предаването са някои от най-изявените имена на националния интелектуален и артистичен елит. Разговорите с писатели, режисьори, художници, композитори, журналисти, критици, са съществен и уникален принос в българската аудиовизуална история. Често събеседници са световни знаменитости с международно признание, като Херберт фон Караян, Анджей Вайда, Жоржи Амаду, Джани Родари, Жулиет Греко, Уилям Сароян, Ив Монтан, Гари Каспаров и други. В програмата участват генералните секретари на Френската комунистическа партия Жорж Марше, На Португалската – Алвару Кунял, на Италианската – Енрико Берлингуер, на Чилийската – Луис Корвалан, първият секретар на Полската обединена работническа партия Едвард Герек. При Таков гостуват за първи път в историята на телевизиите от социалистичестическите страни Рей Чарлз, Тина Търнър, Сара Вон, Глория Гейнър, Прешъс Уилсън, Аманда Лиър, Еми Стюард, Курт Хауенщайн и др. На рояла, в студиото на „Всяка неделя“ Рей Чарлз изпълнява своя композиция написана в самолета и я подарява на програмата.
2002 – 2005 г. „Всяка неделя“ организира телевизионни мостове от близо 50 града от четирите континента, в които представя популярни световни звезди.

### Анонсиране
През 1980-те „Всяка неделя“ се анонсира от говорителя непосредствено след шапката, на фона на общ план от студиото, с думите:
„Гледате програмата „Всяка неделя“, която се излъчва директно от Студио 4, Студио 6 и ПТС 10 на Българската телевизия. Програмата съдържа: (следва изброяване на всички обекти в предаването)“.
По време на пряко излъчване зрителите имат възможност да задават въпроси към госта в рубриката „Събеседник по желание“ по телефона, чийто номер се обявява през цялото предаване от говорител.

### Студиен дизайн
Оригиналният студиен дизайн:
- много тъмен (черен) рундхоризонт в студио 4,
- надписи „Всяка неделя“ с бял блоков шрифт на всяка от стените,
- пулт на водещия с място за събеседници пред прозорците на режисьорската и звуковата апаратни, които се виждат в кадър при план с водещия,
- място за водене на новинарската рубрика,
- пулт на говорителя (до входа на студиото),
- площадка за изпълнителите на песни в музикалната класация и за други изяви на гости,
- комплекс от два монитора, вертикално разположени, вдясно от мястото на събеседника, които влизат в кадър,
- площадка в студио 6, от която се предава тегленето на „Тото 2“,
- площадка с висока мека мебел, която се използва до края на 1980-те години.

Дизайна на студиото е дело на Янчо Таков и Васил Камбов.

### Озвучаване
Предаването използва в шапката си инструменталното изпълнение на песента „Hivlak“ от 1978 г. на популярната унгарска група „Neoton Familia“ (същата песен има и англоезична версия „Hear Me“). Шапката е изготвена от музикалния редактор Яна Пипкова. Людмила Ангелова работи като музикален оформител в програмата от средата на 1979 г. Музикалната тема от шапката на „Всяка неделя“ е ремиксирана през 2004 г. от формацията „Дийп Зоун Проджект“ и се превръща в клубен хит.
За музикална тема на общия план при преходи между отделните рубрики, както и при четенето на говорителските анонси се използва Композицията „Rock It“ на „Lipps Inc“.
За някои от рубриките е използвана музика на Жан-Мишел Жар.
Музикалната композиция „Black Deal“, използвана като шапка на рубриката „Събеседник по желание“, е на Ричард Клайдерман. Композирана е от Пол дьо Сенвил и Оливие Тусен, излязла през 1977 г. в дебютния албум на Клайдерман.
Аниматор на шапката: Улрих Щулпе.

## Популярност
Това е най-популярното телевизионно предаване от тоталитарната епоха.
Някои от изданията на „Всяка неделя“ през 1980-те години, при телевизионни мостове или цели емисии от Москва, са излъчвани по системата „Орбита“ за спътниково препредаване на Централната съветска телевизия, което е давало потенциалната възможност за аудитория над 1 милиард зрители.
В архива на Българската национална телевизия няма съхранени записи на емисиите на „Всяка неделя“. Всички предавания на „живо“ в БТ тогава се записват. Когато Таков е в затвора, Кеворкян изнася целия архив на програмата, прехвърля го на касети и го изтрива от рулоните на телевизията. Водено е следствие за това негово деяние. Част от запазените интервюта с известни гости са представени в уебсайта „Всяка неделя“.